# Koszalin
Koszalin (en allemand : Köslin ; en cachoube : Kòszalëno ; en latin : Coslinum ; anciennement en français : Coslin) est une ville de la voïvodie de Poméranie occidentale, dans le nord-ouest de la Pologne. Koszalin est une ville-powiat et le chef-lieu du powiat de Koszalin, sans se trouver sur son territoire. Sa population s'élevait à 107 225 habitants en 2019.
La cathédrale de l'Immaculée Conception est le siège du diocèse de Koszalin-Kołobrzeg.

## Géographie
La ville est située dans la région historique de Poméranie ultérieure, dans les collines des croupes lacustres de la Baltique. Koszalin se trouve à 154 km environ à l'est de Szczecin et à 12 kilomètres au sud de la côte Baltique à Mielno.
| Koszalin |

### Quartiers
Le territoire communal comprend 17 quartiers :
1. Bukowe
2. Jedliny
3. im. Tadeusza Kotarbińskiego
4. Lechitów
5. Lubiatowo
6. Morskie
7. Na Skarpie
8. Nowobramskie
9. Rokosowo
10. im. Jana i Jędrzeja Śniadeckich
11. Śródmieście
12. Tysiąclecia
13. im. Melchiora Wańkowicza
14. Wspólny Dom
15. Unii Europejskiej
16. Raduszka
17. Jamno–Łabusz

## Communications
La gare de Koszalin a des connexions ferroviaires des Chemins de fer de l'État polonais (PKP) avec de nombreuses villes, dont Szczecin, Kołobrzeg, Białogard, Sławno, Słupsk, Gdynia et Gdańsk.
La route européenne 28 reliant Berlin à Minsk passe la ville. 
Aéroport le plus proche : aéroport de Goleniów.

## Histoire

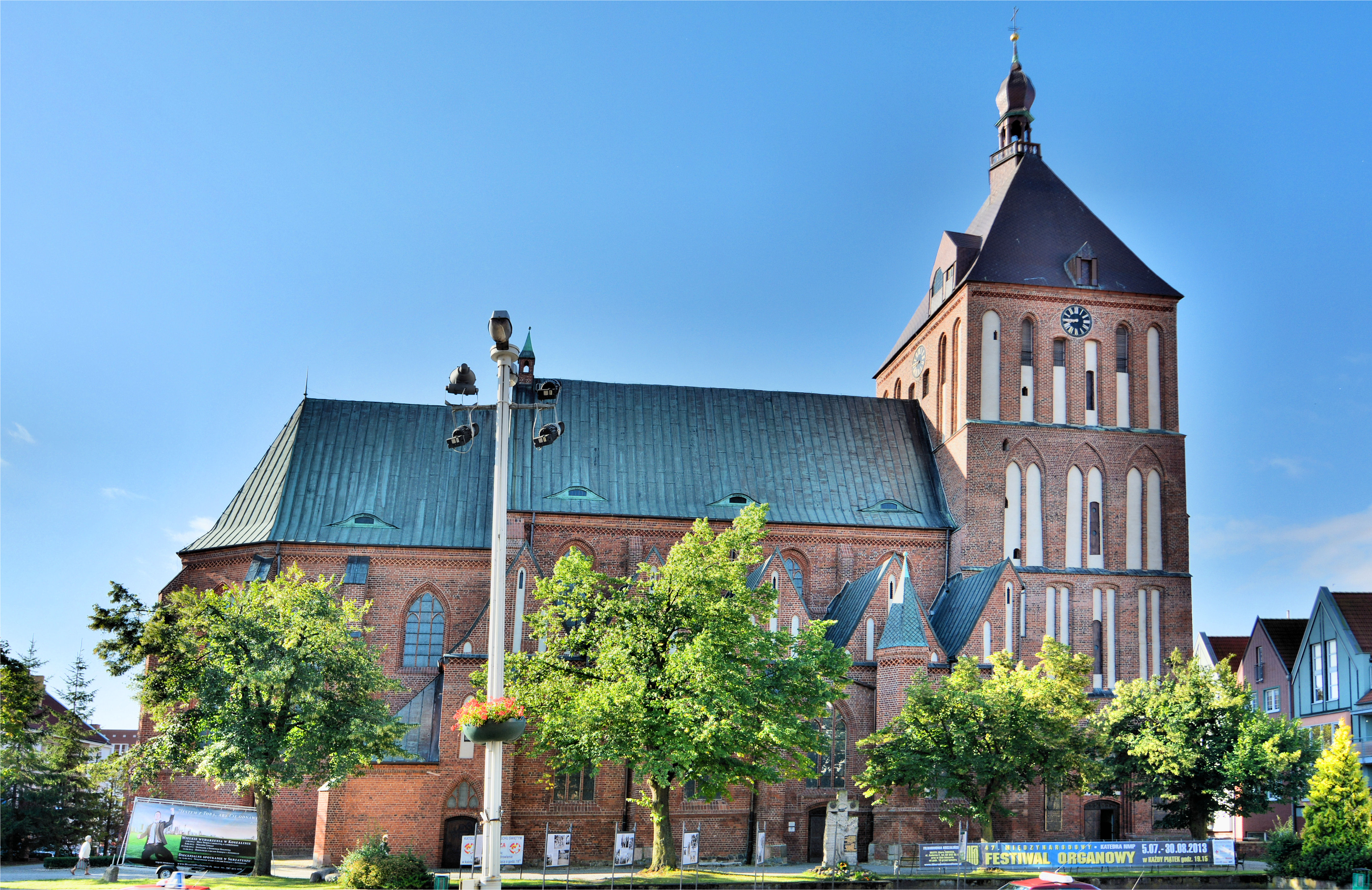
Cathédrale de l'Immaculée Conception.

Le village de Cossalitz est mentionné pour la première fois dans un acte de 1214, promulgué par le duc Bogusław II de Poméranie donnant le domaine a l'abbaye de Białoboki (Belbuck) près de Trzebiatów. À partir de 1248, il faisait partie de l'évêché de Cammin. Au cours de la colonisation germanique, la ville de Cussalin a été fondée selon le droit de Lübeck par le prince-évêque Hermann von Gleichen le 23 mai 1266. Située sur la route commerciale de Stetin à Dantzig, elle fut membre de la Ligue hanséatique.
En 1534, les citoyens de Cöslin ont adopté la Réforme protestante. En 1556, le duc Philippe Ier de Poméranie a nommé son fils Jean-Frédéric administrateur luthérien de l'évêché de Cammin. Jean-Frédéric déplaça sa résidence et siège titulaire à Cöslin où il fit construire un château Renaissance. Pendant la guerre de Trente Ans, la maison de Poméranie s'éteignit ; après la paix de Westphalie, la Poméranie ultérieure fut annexée par l'État de Brandebourg-Prusse et incorporée dans la province de Poméranie.
De 1724 à 1945, Köslin fait partie de l'arrondissement de la principauté (de) puis à partir de 1872 de l'arrondissement de Köslin (de) dans le  district de Köslin au sein de la province prussienne de Poméranie. Vers la fin de la Seconde Guerre mondiale, en 1945, elle fut conquise par l'Armée rouge puis rattachée à la république de Pologne, la population germanophone restante étant expulsée.

## Jumelages
La ville de Koszalin est jumelée avec :
- Neubrandenbourg (Allemagne) depuis 1987 ;
- Neumünster (Allemagne) depuis 1990 ;
- Schwedt (Allemagne) depuis 2004 ;
- Ruremonde (Pays-Bas) ;
- Gladsaxe (Danemark) depuis 1990 ;
- Seinäjoki (Finlande) depuis 1988 ;
- Lida (Biélorussie) depuis 1993 ;
- Tempelhof-Schöneberg (Allemagne) depuis 1995. Arrondissement de Berlin ;
- Bourges (France) depuis 1999 ;
- Kristianstad (Suède) depuis 2004 ;
- Fuzhou (Chine) depuis 2007 ;
- Albano Laziale (Italie) depuis janvier 2008 ;
- Ivano-Frankivsk (Ukraine) depuis le 7 mai 2010.

## Climat
| Mois                                             | jan.       | fév.       | mars       | avril      | mai       | juin      | jui.      | août      | sep.      | oct.      | nov.      | déc.       | année      |
| ------------------------------------------------ | ---------- | ---------- | ---------- | ---------- | --------- | --------- | --------- | --------- | --------- | --------- | --------- | ---------- | ---------- |
| Température minimale moyenne (°C)                | −1,9       | −1,6       | 0,2        | 3,8        | 7,8       | 11,3      | 13,6      | 13,8      | 10,4      | 6,4       | 2,6       | −0,6       | 5,5        |
| Température moyenne (°C)                         | 0,3        | 0,9        | 3,3        | 8          | 12,3      | 15,6      | 17,9      | 17,9      | 14        | 9,3       | 4,8       | 1,6        | 8,8        |
| Température maximale moyenne (°C)                | 2,5        | 3,5        | 7          | 12,8       | 17,1      | 20,1      | 22,4      | 22,5      | 18,2      | 12,7      | 7,1       | 3,5        | 12,4       |
| Record de froid (°C) date du record              | −26,7 1963 | −26,7 1956 | −18,7 1971 | −10,1 1974 | −3,9 1974 | −0,6 1975 | 2,6 1975  | 2,3 1973  | −0,2 1974 | −6,1 1956 | −14 1998  | −19,7 1998 | −26,7 1956 |
| Record de chaleur (°C) date du record            | 13,2 1991  | 17,7 1990  | 23,3 1968  | 28,2 2000  | 31,2 1971 | 35,6 2019 | 36,4 1994 | 37,1 1992 | 33,9 1975 | 27,3 1966 | 18,8 1968 | 13,6 1977  | 37,1 1992  |
| Ensoleillement (h)                               | 44,7       | 67,8       | 132,2      | 203,4      | 262,7     | 256,8     | 259,2     | 233,2     | 166,5     | 111,1     | 50,6      | 32,7       | 1 820,5    |
| Précipitations (mm)                              | 52,4       | 40,1       | 46         | 33,8       | 54,3      | 76,4      | 90,2      | 88,8      | 74,7      | 66        | 56,1      | 59,2       | 738,2      |
| dont neige (cm)                                  | 78,6       | 95,7       | 39,3       | 0,8        | 0         | 0         | 0         | 0         | 0         | 1         | 10,1      | 57,2       | 282,6      |
| Nombre de jours avec précipitations              | 10,4       | 8,9        | 9          | 6,7        | 9,4       | 10        | 10,5      | 10,8      | 9,8       | 10,9      | 10,7      | 12,1       | 119,5      |
| dont nombre de jours avec précipitations ≥ 10 mm | 1          | 0,5        | 0,7        | 0,7        | 1,3       | 2,5       | 3         | 3         | 2         | 1,8       | 1,2       | 1,4        | 19,1       |
| Humidité relative (%)                            | 85,7       | 83,4       | 78,9       | 72,8       | 74,2      | 76,3      | 77,4      | 77,1      | 80,4      | 83,7      | 87,5      | 87,9       | 80,5       |
| Nombre de jours avec neige                       | 11,1       | 10,8       | 5,3        | 0,3        | 0         | 0         | 0         | 0         | 0         | 0,2       | 2         | 7,2        | 37         |

| Diagramme climatique                                  |             |        |             |             |              |              |              |              |           |            |             |
| J                                                     | F           | M      | A           | M           | J            | J            | A            | S            | O         | N          | D           |
| 2,5−1,952,4                                           | 3,5−1,640,1 | 70,246 | 12,83,833,8 | 17,17,854,3 | 20,111,376,4 | 22,413,690,2 | 22,513,888,8 | 18,210,474,7 | 12,76,466 | 7,12,656,1 | 3,5−0,659,2 |
| Moyennes : • Temp. maxi et mini °C • Précipitation mm |             |        |             |             |              |              |              |              |           |            |             |

## Culture
Le Lycée Dubois, la ville de Koszalin, le maréchalat de la diétine de Poméranie occidentale, l'Alliance française de Koszalin et l’Ambassade de France en Pologne organisent chaque année à Koszalin un festival de théâtre lycéen francophone qui réunit des troupes de tout le pays et des invités étrangers.

## Personnalités liées à la commune
- Jakob Fabricius (1593–1654), théologien luthérien et auteur de cantiques ;
- Johannes Micraelius (1597–1658), poète, philosophe et historien ;
- Ludwig August von Stutterheim (1751–1826), général d'infanterie ;
- Johannes Neumann (1817–1886), propriétaire terrien et député du Reichstag ;
- Karl Adolf Lorenz (1837–1923), chef d'orchestre, compositeur et professeur de musique ;
- Hans Grade (1879–1946), pionnier de l'aviation ;
- Fritz von Brodowski (1886–1944), général ;
- Peter von Heydebreck (1889–1934), membre du Parti nazi, SA-Führer et député au Reichstag ;
- Heinz Pollay (1908–1979), cavalier de dressage ;
- Ekkehard Kyrath (1909–1962), directeur de la photographie ;
- Brigitte Broch (née en 1943), chef décoratrice et directrice artistique ;
- Gert-Martin Greuel (né en 1944), mathématicien ;
- Marian Tałaj (né en 1950), judoka ;
- Dariusz Zelig (né en 1957), joueur de basket-ball ;
- Mirosław Okoński (né en 1958), joueur de football ;
- Kuba Wojewódzki (né en 1963), journaliste, percussionniste, satiriste et acteur ;
- Mirosław Trzeciak (né en 1968), joueur de football ;
- Kasia Cerekwicka (née en 1980), chanteuse ;
- Marzena Diakun (née en 1981), cheffe d'orchestre ;
- Jakub Różalski (né en 1981), illustrateur ;
- Łukasz Żal (né en 1981), directeur de la photographie ;
- Sebastian Mila (né en 1982), joueur de football ;
- Schwesta Ewa (née en 1984), rappeuse ;
- Sławomir Kuczko (né en 1985), nageur ;
- Joanna Majdan (née en 1988), joueuse d'échecs ;
- Klaudia Kulon (née en 1992), joueuse d'échecs ;
- Jakub Dyjas (né en 1995), joueur de tennis de table ;
- Kacper Kozłowski (né en 2003), joueur de football ;
- Adrian Przyborek (né en 2007), joueur de football.